# Bactrocera angusticostata
Bactrocera angusticostata är en tvåvingeart som beskrevs av Drew 1989. Bactrocera angusticostata ingår i släktet Bactrocera och familjen borrflugor. Inga underarter finns listade.